# Polyamide 11
Pour les articles homonymes, voir Rilsan.
Le polyamide 11 (sigle PA 11), aussi appelé polyundécanamide, nylon 11, Rilsan ou parfois « nylon français » en raison de ses liens historiques avec l'industrie chimique française, est un polymère thermoplastique de la famille des polyamides aliphatiques, d'origine renouvelable car dérivé de l'huile de ricin.

## Synthèse
Il est obtenu par polycondensation de l'acide 11-aminoundécanoïque (de) (acide aminé en C11), lui-même issu de l'huile de ricin. L'équilibre réactionnel est déplacé vers la droite par élimination d'eau (sous-produit) en continu à haute température (200 à 220 °C). Plus d'une centaine de grades sont disponibles.

Schéma de la polyamidification.

## Propriétés
Le polyamide 11 est un bioplastique agrosourcé non-biodégradable.
Comparé aux polyamides courants (PA 6 et PA 6.6), le PA 11 est moins cohésif, plus souple et moins hygroscopique, la longueur de la chaîne polyméthylénique étant supérieure (plus faible densité des liaisons hydrogène dans le PA 11). Sa résistance à l'humidité est voisine de celle du polyamide 12.
Sa densité est faible (1,03) par rapport à d'autres polymères techniques ; sa température de transition vitreuse vaut ~45 °C et son point de fusion ~185 °C. Les températures d'utilisation se situent entre −40 °C (−60 °C pour un grade spécial) et 100 °C (pointes à 150 °C tolérées) : le PA 11 est le seul polyamide capable de résister à des environnements difficiles.

## Transformation
En raison de la reprise d'humidité, le matériau (poudre à mouler, granulés) doit, comme c'est le cas pour les autres polyamides, subir un étuvage de plusieurs heures avant transformation (injection, extrusion, procédés de revêtement par poudre tels la projection électrostatique ou le trempage dans un lit de poudre fluidisée, etc.).

## Histoire
En 1938, Joseph Zeltner et son collaborateur Michel Genas sont deux chimistes à Organico, une petite entreprise basée à Nanterre et rachetée quelques années auparavant par la Fabrique de produits chimiques Thann et Mulhouse. Inspirés par les résultats de Wallace Hume Carothers à DuPont de Nemours sur le nylon et par leur expérience avec les composants de l'huile de ricin, ils posent les premières bases de la synthèse du polyamide 11. Toutefois, ils ne parviennent pas à produire de grandes quantités, d'autant plus que l'arrivée de la seconde guerre mondiale les force à déménager leur laboratoire en zone libre, à Salindres, chez la Compagnie des produits chimiques d'Alais, Froges et Camargue, compagnie financièrement liée à Thann et Mulhouse. De premiers fils sont réalisés en 1942, quelques mois avant l'arrestation et la déportation sans retour de Zeltner à Auschwitz. Le projet continue néanmoins, avec Genas et son collègue Marcel Kastner à l'École normale supérieure et un premier brevet est déposé le 21 avril 1944. Après la Libération, le projet est soutenu par des recherches universitaires (notamment grâce à Georges Champetier à l'École supérieure de physique et de chimie industrielles) et par la société Pechiney, qui reprendra les activités chimiques de ses prédécesseurs et dédiera une filiale, reprenant le nom d'Organico, à la chimie des polymères et qui s'installera à Serquigny dans l'Eure. Dès lors, la plupart des investissements dans le polyamide 11 sont liés de près ou de loin à Organico, qui deviendra, après plusieurs changements de nom, regroupements et acquisitions, le groupe Arkema. En 1947, une tonne de polyamide 11 est produite, les essais mécaniques et thermoplastiques sont concluants et des avantages par rapport au polyamide 6.6 et au polyamide 6 (respectivement produits par DuPont et IG Farben) sont mis en évidence. La production commerciale peut commencer et le nom « Rilsan PA11 » est déposé. Ce nom évoque à la fois le ricin et la Risle, rivière à Serquigny.
Le produit final dépend au départ de l'approvisionnement en graines de ricin, et donc des aléas de la production agricole. Pour contrôler au mieux la chaîne de production, une nouvelle usine produisant le monomère (acide 11-aminoundécanoïque) est construite à Marseille (quartier Saint-Menet) en 1955, et une autre à la fin des années 1950 à Osasco, au Brésil, au plus près des plantations de ricin.
En 1953, un partenariat avec la filature italienne Snia Viscosa permet de développer des applications textiles, en particulier pour la fabrication de sous-vêtements haut de gamme. Une filature est construite en mai 1954, à Valence, dans la Drôme et une autre à Cesano Maderno, en Italie. Cependant la concurrence des polyesters et d'autres polyamides, notamment en termes de coût de revient, ne permettront pas au Rilsan textile de devenir commercialement viable. La fabrication de fil, à Valence, est arrêtée en 1972. La production de polyamide 12, appelé « Rilsan B » ou « Rilsamid », aux caractéristiques très similaires mais synthétisé à partir d'un produit pétrolier, le butadiène, est initiée en parallèle.
Cependant, les applications nécessitant des plastiques à haute technicité semblent plus adaptées au polyamide 11 que le textile ; le produit reste donc compétitif. Une usine de production, jumelle de Serquigny, ouvre à Birdsboro en Pennsylvanie (États-Unis) en 1971. Une autre est prévue pour 2023 sur l'île de Jurong à Singapour. Des campagnes de production de polyamide 11 ont également vu le jour à Changshu (Chine).

## Applications
Le polyamide 11 (et le polyamide 12, de caractéristiques proches) est utilisé pour produire des tuyaux flexibles mais résistants, par exemple des durites ou des conduites pour frein à air de camion. Grâce à un procédé appelé « rilsanisation », on l'utilise aussi pour des revêtements protégeant de la corrosion et ne conduisant pas l'électricité, par exemple pour des canalisations pour l'extraction de pétrole ou pour des câbles électriques. On trouve aussi d'autres applications, comme pour des filets de pêche, des équipements sportifs (semelles de chaussure de course, couches de protection de skis…), des cordes pour instruments de musique.
Un développement important est celui des poudres, par exemple pour faire de l'impression 3D par frittage sélectif par laser ou des additifs pour les revêtements par poudre.
Par métonymie, on parle parfois de rilsan pour désigner un collier de serrage en plastique, que l'objet soit en polyamide 11 ou non.